# Papa Merx
Papa Merx, de son vrai nom Pierre Louis V. Barthélemy Merx, né à Liège, le 27 janvier 1849 et mort à Herstal, le 7 mars 1938  est un héros national belge de la Première Guerre mondiale. Doyen des volontaires de guerre, il s'engage à 65 ans, en août 1914, et combattra en première ligne durant toute la durée du conflit,.

## Éléments biographiques
Pierre Merx naît à Liège, le 27 janvier 1849. Lors de la guerre franco-allemande de 1870, il est sous-officier de cavalerie, il a 21 ans et est premier sergent,.

### Première Guerre mondiale
Lors de l'invasion allemande, le 4 août 1914, il est veuf et vit chez l'une de ses filles, Marie, et son gendre Guillaume. Son unique fils est retenu aux Pays-Bas. Il se présente le jour même au 1er régiment de volontaires: « Il ne sera pas dit qu'il ne s'est trouvé aucun Merx pour défendre la patrie ». Malgré son âge avancé, 65 ans, il est enrôlé,.
Il se voit proposer une affectation au train, le service de transport de l'armée mais il n'en veut pas. Ce qu'il veut c'est défendre son pays et aller se battre au front aux côtés de ses camarades. « non non, je veux être en première ligne et si je dois avoir des galons, je veux les gagner au feu ». Il rejoint ainsi le 9e régiment de ligne toujours aux avant-postes,.
Il regagne rapidement ses galons. Le 5 mars 1915, il est nommé caporal, deux semaines plus tard, le 19 mars 1915, il est fait chevalier de l'Ordre de Léopold II à la suite de deux actes de bravoure durant lesquels il vint au secours de deux camarades en fâcheuse posture et mena à bonne fin une mission sous une pluie continue d'obus. Sa légende naît alors. Il reçoit le sobriquet de Papa Merx. Le 12 juin 1915, il est à nouveau sergent,.
Il combat au côté du jeune Comte de Flandre, Léopold qui deviendra Léopold III de Belgique. Il lui sauve la vie en le précipitant dans un trou d'obus tandis qu'une formidable explosion ravage l'endroit qu'il occupait au précédent instant. Une amitié indéfectible unira les deux hommes,.
En 1917, le général Drubbel souhaite lui confier une mission à l'arrière et, celle-ci accomplie, le grade d'adjudant. Il refuse tout net.
Papa Merx veut être de tous les combats, de toutes les offensives, le Général Dejaiffe, revenant après-guerre sur les qualités humaines et de soldat de Pierre Merx lui fait dire: « C'est mieux qu'une vieille carcasse comme moi périsse plutôt qu'un jeune gars plein de vie ». En 1918, il signe une renonciation au renvoi dans les foyers pourtant prévue par l'arrêté royal du 18 décembre 1918. Il ne sera ainsi démobilisé que le 30 septembre 1919, il a 70 ans,.

### Après guerre
En 1920, le prince Léopold lui rend une visite officielle mais il ne manquera jamais par la suite de venir saluer le vieil homme lors de ses déplacements en région liégeoise. Pierre Merx, Papa Merx, devient le symbole de l'ancien combattant s'étant voué corps et âme au salut de sa patrie,.

En 1930, le fait est exceptionnel, de son vivant, il voit une rue de Liège rebaptisée: Rue Sergent Merx,. Le roi Albert Ier et la reine Élisabeth vouait une grande amitié au vieux soldat. Le couple le fera mettre à l'honneur à de nombreuses reprises. En le décorant de la croix de guerre italienne, le consul d'Italie lui dit un jour : 

« Quand on examine votre vie pendant la guerre, on est frappé de tout ce que vous avez pu faire. Nous vous considérons comme un des plus grands héros de la grande guerre; je vois en vous le héros de la latinité. »

Interrogé sur ses états de service, il répondait simplement : « Je vis avec ma conscience et je m'efforce d'agir de façon à ne rien avoir à me reprocher »,.
En 1937, il n'accepte pas la loi Van Zeeland qui offre l'amnistie aux collaborateurs belges qui s'étaient compromis lors de la Première Guerre mondiale. Lors d'une commémoration à Liège, il jette ses décorations sur le linceul tricolore recouvrant le monument aux morts. Il est suivi par une multitude de ses anciens compagnons d'armes. Les médailles seront fondues et transformées en couronne mortuaire qui sera déposée au pied du rocher fatidique où Albert Ier avait trouvé la mort à  Marche-les-Dames, le 17 février 1934,.
Papa Merx s'éteint le 7 mars 1938 à Herstal, il est inhumé au cimetière de Robermont. Une foule immense est venue assister aux obsèques ainsi que de nombreux officiels,.

## Reconnaissances

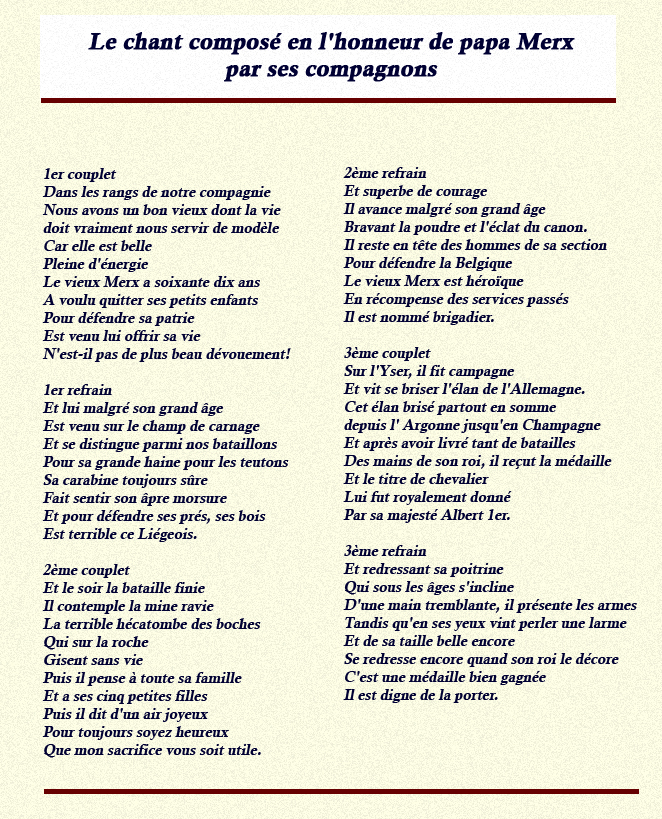
Chant composé en l'honneur de Papa Merx

- Médaille commémorative 1870-1871[6].
- 19 mars 1915, chevalier de l'Ordre de Léopold II[6], ses compagnons d'arme lui composent une chanson.
- Croix de guerre, 18 février 1916[6].
- Cité à l'ordre du jour, 19 juillet 1916[6].
- Décoré de la médaille de l'Yser, 7 février 1919[6].
- Chevalier de l'ordre de la couronne, 1er mars 1919[6].
- Médaille militaire et croix de guerre française[6].
- Décoré des médailles de la victoire et commémorative, 8 septembre 1919[6].
- Chevalier de l'ordre de Léopold, 3 février 1920[6].
- 26 janvier 1924, le consul d'Italie lui remet la croix de guerre italienne[1].
- 1930, une rue de Liège porte son nom: Rue Sergent Merx.
- 1933, une plaque en bronze à son effigie est coulée.

## Archives
Son dossier militaire est conservé au Musée royal de l'armée et de l'histoire militaire.

## Galerie

1915-1938
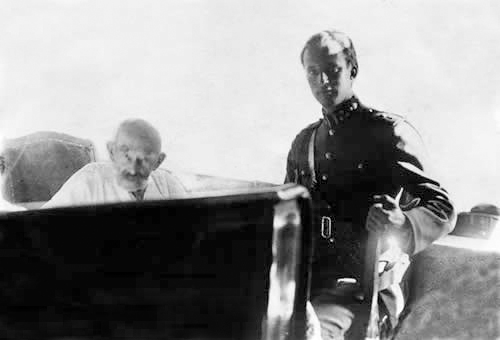
Le Prince Léopold au chevet de Papa Merx en 1920.